# Puebla de San Miguel
Puebla de San Miguel (valencianisch: Pobla de Sant Miquel) ist eine Gemeinde (municipio) mit 51 Einwohnern (Stand: 2024) im Norden der Provinz Valencia und in der Valencianischen Gemeinschaft in Spanien. Sie ist in der Comarca Rincón de Ademuz, einer Exklave der Valencianischen Gemeinschaft gelegen, die im Norden von der Provinz Teruel in Aragonien und im Süden von der Provinz Cuenca (Kastilien-La Mancha) umgeben ist. 

## Lage
Puebla de San Miguel liegt etwa 130 Kilometer nordwestlich von Valencia. 

## Bevölkerungsentwicklung
Quelle: INE, 1900–2021: Volkszählungen

## Sehenswürdigkeiten

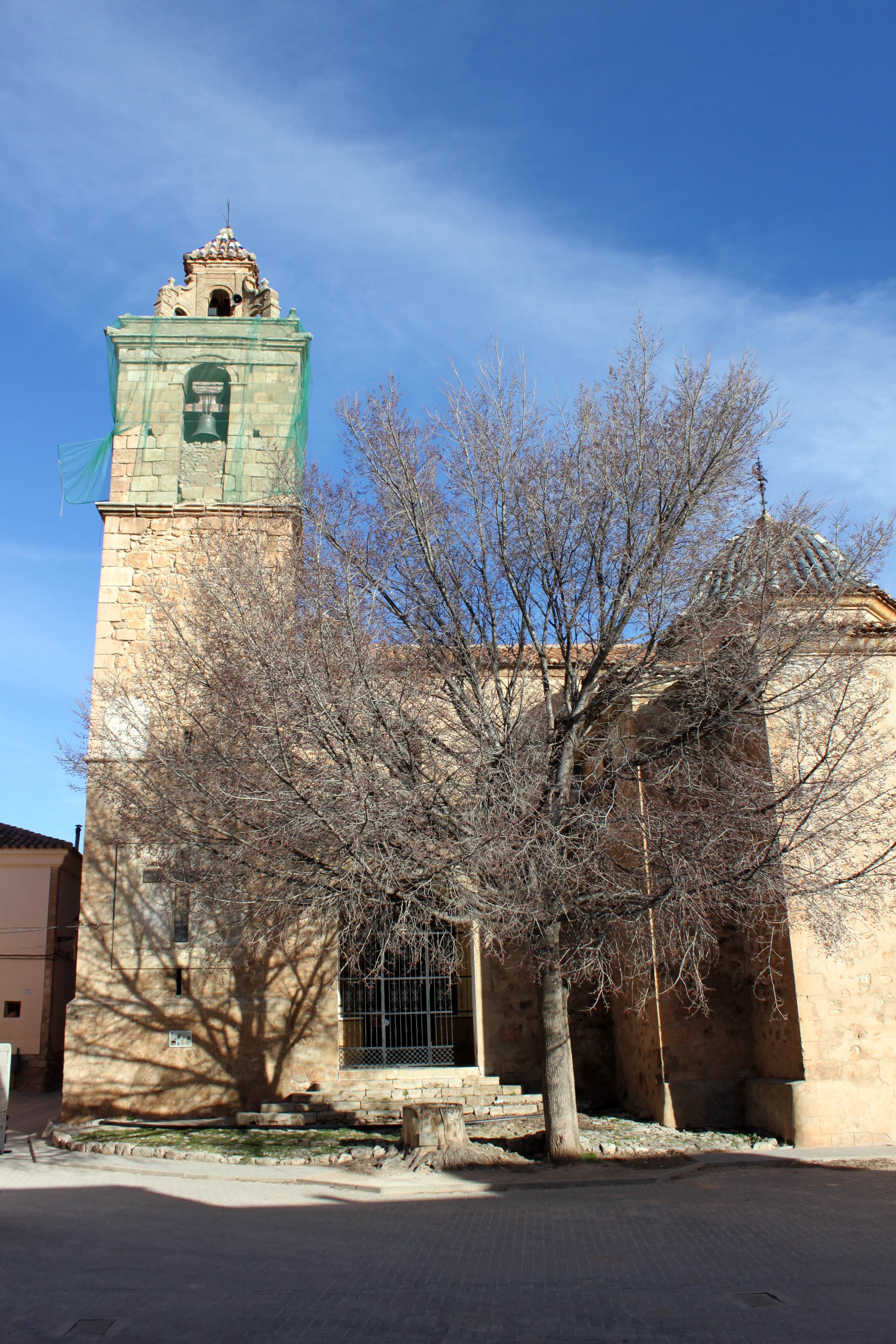
Michaeliskirche
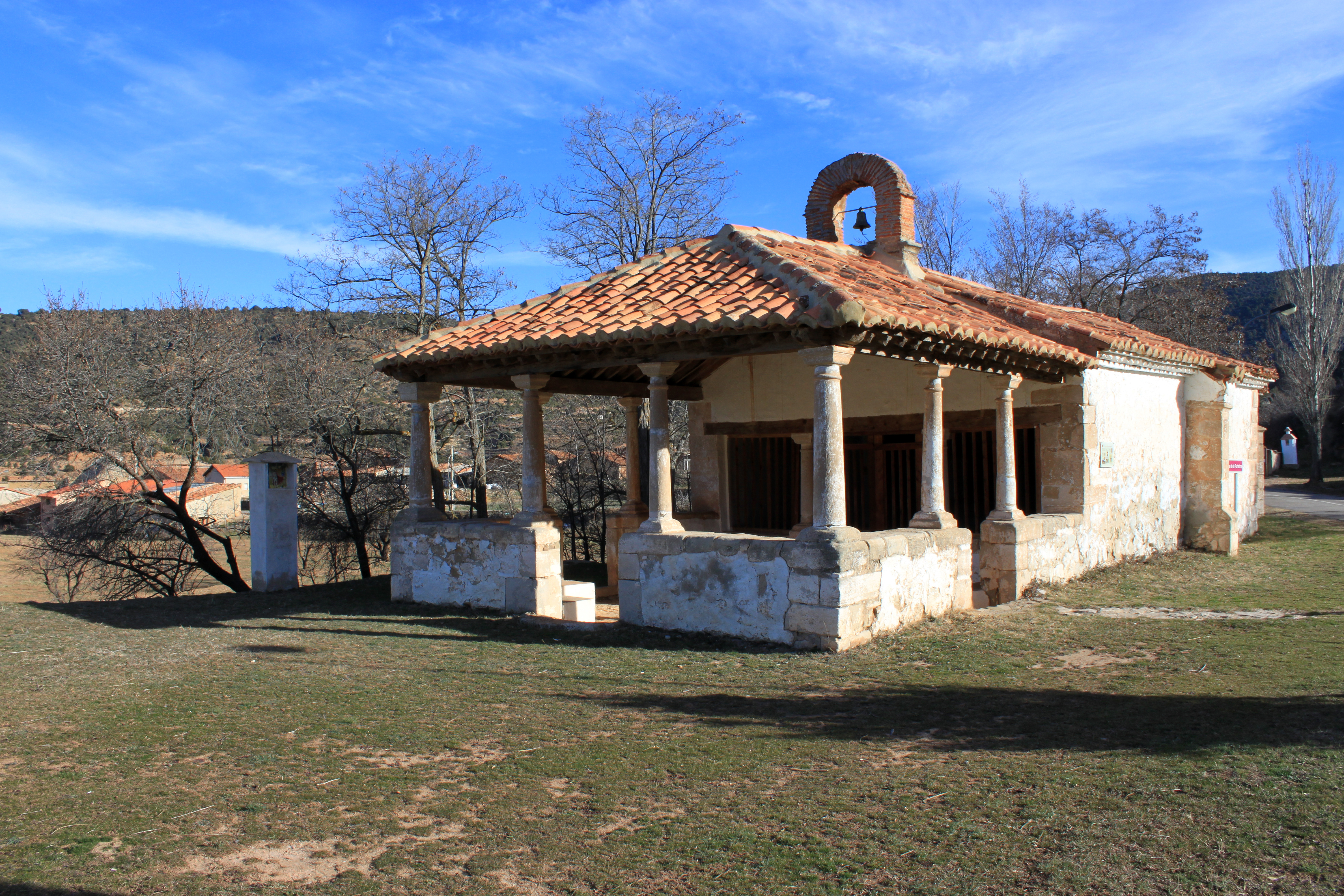
Kapelle der Unbefleckten Empfängnis
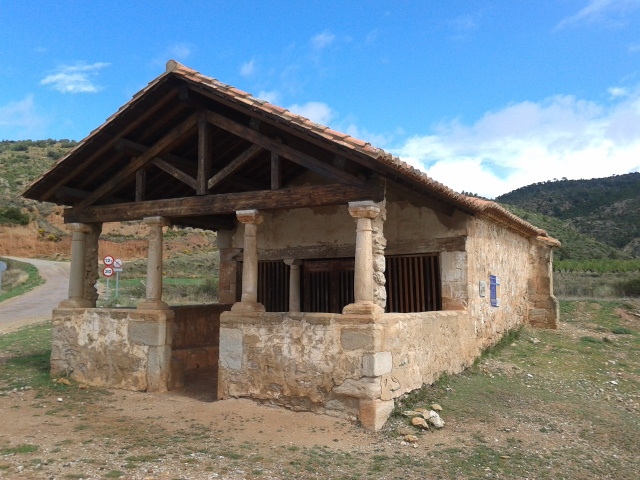
Rochuskapelle
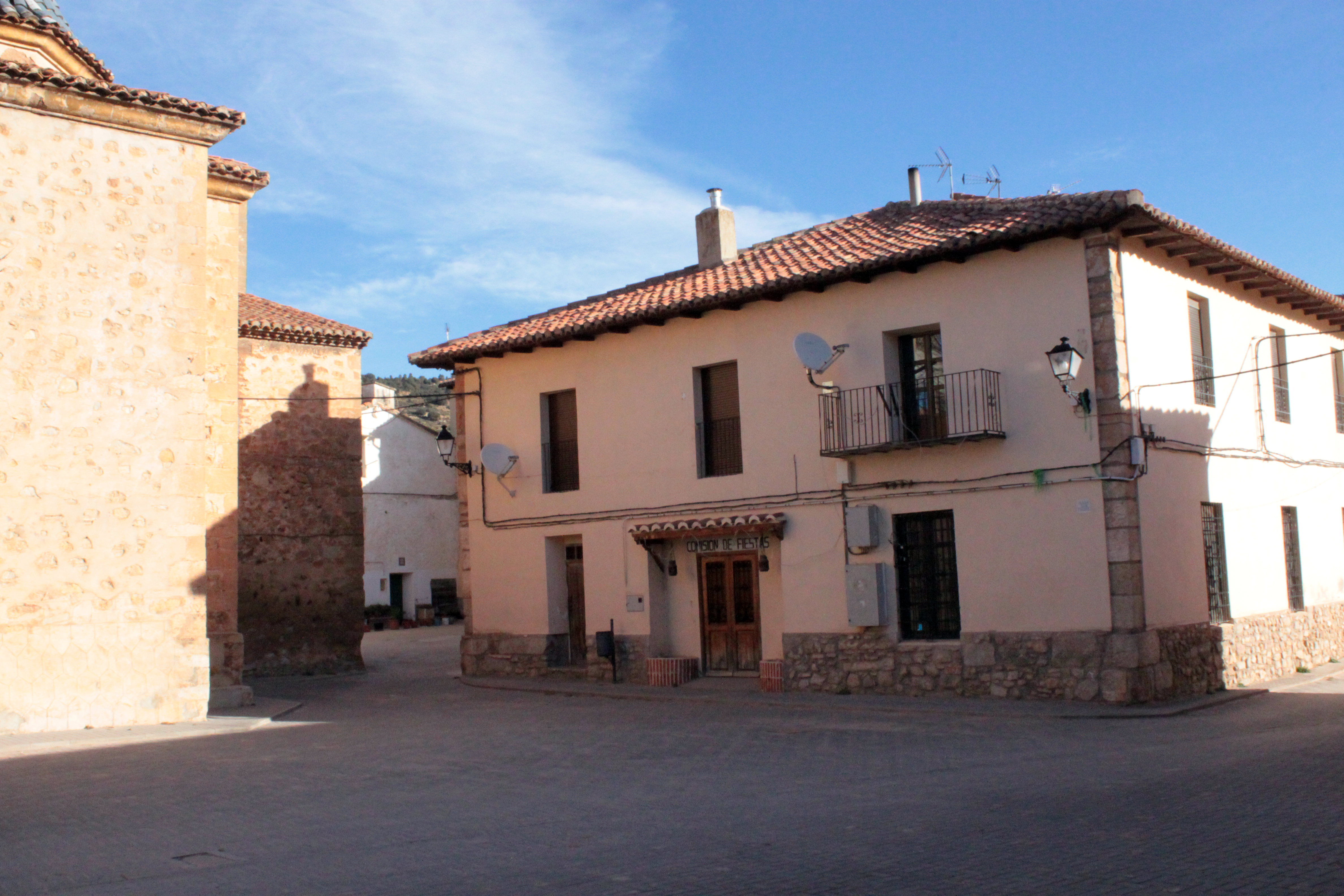
Rathaus

- Michaeliskirche
- Kapelle der Unbefleckten Empfängnis
- Rochuskapelle
- Rathaus